# Côte d'Or (chocolate)
Côte d'Or es una marca belga de chocolate, propiedad de Mondelēz International. 

## Historia

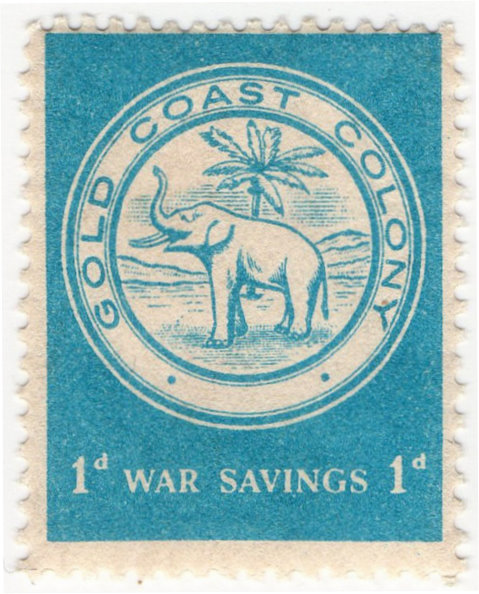
Sello con el emblema de la Costa de Oro, en el que se basa el logo de Côte d'Or.

La actual empresa fue fundada en 1883 por Charles Neuhaus, un repostero bruselense que utilizó la marca Côte d'Or en referencia a la Costa de Oro británica, actual Ghana, de donde procedían los granos de cacao que utilizaba para confeccionar dulces. Cuando Neuhaus se jubiló en 1889, vendió los derechos de la marca a la familia Bieswal, que creó la sociedad Joseph Bieswal et Compagnie para vender chocolate por todo Bélgica. Poco después los Bieswal formaron una alianza con la chocolatería Michiels para establecer una fábrica en Anderlecht. A partir de 1909 se introduce el logotipo actual, un elefante africano.
En 1934 lanzaron los bombones de toffee Chokotoff y un año después, con motivo de la Exposición General de Bruselas de 1935, se crearon las láminas individuales Mignonette.
Durante la Segunda Guerra Mundial, los dueños de Côte d'Or no podían obtener cacao africano para hacer sus productos, así que prescindieron de la marca para mantener su reputación. En su lugar, las tabletas de chocolate se envasaron como Congobar hasta el final del conflicto en 1945. Después de la guerra, Côte d'Or elaboró nuevos productos como la crema de cacao Pastador (1952) y la barrita Dessert 58 (1958).
En la década de 1970, la empresa inició su expansión internacional con la venta de tabletas de chocolate en Francia y Países Bajos (1972), Suiza y Reino Unido (1978) y Estados Unidos (1982), convirtiéndose en una de las marcas de chocolate belga más populares. Dos años más tarde, Côte d'Or salió a bolsa para una ampliación de capital, si bien las familias Bieswal y Michiels mantuvieron el control.
En 1987, Suchard y Nestlé compitieron entre sí para hacerse con el control de Côte d'Or, por aquel entonces en plena expansión por Europa. A pesar de que los fundadores lo consideraron una opa hostil, finalmente aceptaron la oferta de Suchard valorada en 4.700 millones de francos belgas (116 millones de euros) por el 66% de las acciones. En 1989, Suchard se hizo con el 100% del capital social.
Suchard fue absorbida en 1990 por Philip Morris International, quienes la integraron con Kraft Foods en la filial Kraft Jacobs Suchard. Desde 2007 forma parte de Mondelēz International, nombre que recibe la filial europea de Kraft Foods. Desde entonces, Côte d'Or se ha mantenido como una marca elaborada con granos de cacao africanos y de sabor intenso.